# Feira Nova (Pernambuco)
Feira Nova  este un oraș în Pernambuco (PE), Brazilia.